# Саид Джалили
Саид Джалили (на персийски: سعید جلیلی) е ирански консервативен политик и дипломат, представител на духовния лидер на Иран Али Хаменеи във Висшия съвет за национална сигурност на републиката и трикратен кандидат за президент на страната. Никога не е заемал изборна длъжност.
Джалили има 18 години стаж в Министерството на външните работи и през 2009 г. е обявен за един от 500-те най-влиятелни хора в мюсюлманския свят. На 26-годишна възраст е избран за началник на отдела за инспектори на Министерството на външните работи и остава на поста до 1996 г. През 1997 г. той става директор на текущите разследвания на ръководната служба в правителството на Мохамад Хатами, по-късно се завръща в Министерството на външните работи в правителството на Махмуд Ахмадинеджад като заместник външен министър по европейските и американските въпроси.
Като секретар на Висшия съвет за национална сигурност (2007 – 2013 г.) ръководи делегацията в провалените преговори за ядрената програма на Техеран. През 2013 г. се кандидатира за пръв път за президент на изборите през юни, но остава на трето място с едва 11.31% от гласовете. При втория си опит да застане начело на страната през 2021 г. се оттегля в полза на Ебрахим Раиси преди изборите. Участва отново в президентски избори през 2024 г., като влиза в пряк сблъсък с реформиста Масуд Пезешкиан, който го побеждава и на двата тура – с 42,5% срещу 38,7% от гласовете на първи тур и с 16 милиона гласа срещу 13 милиона (45.24%) на втори.
Джалили се бие във войната между Иран и Ирак и загубва част от десния си крак по време на обсадата на Басра, заради което е обявен за „жив мъченик“.
Защитава дисертационен труд на тема „Парадигмата (основата) на политическата мисъл на исляма в Корана“ и получава докторска степен по политически науки. По-късно преработва дисертацията си и издава книга под заглавие „Външната политика на пророка (пророка Мохамед)“.